# گلسنگ‌های قلوه‌ای
گلسنگ‌های قلوه‌ای (نام علمی: Acarospora) نام یک سرده از تیره قارچ‌های قلوه‌ای است.